# 弗里德定律
弗里德定律（英語：Friedel's law）, 由乔治·弗里德提出，是实函数的一种傅里叶变换性质。
给定一个实函数{\displaystyle f(x)}, 其傅里叶变换为：
{\displaystyle F(k)=\int _{-\infty }^{+\infty }f(x)e^{ik\cdot x}dx}
其有以下性质：
- {\displaystyle F(k)=F^{*}(-k)\,}

其中{\displaystyle F^{*}}是{\displaystyle F}的复共轭函数。
其中心对称点{\displaystyle (k,-k)}称为弗里德对（Friedel's pairs）
其幅方{\displaystyle |F|^{2}}也是中心对称的：
- {\displaystyle |F(k)|^{2}=|F(-k)|^{2}\,}

{\displaystyle F}的相位{\displaystyle \phi }是反对称的：
- {\displaystyle \phi (k)=-\phi (-k)\,}.

弗里德定律在X射线衍射、晶体学、玻恩近似中的实势散射中有运用。需要注意的是，弗里德定律在栾晶操作 （页面存档备份，存于）（Twin operation）中，其等价于一个反演中心，且源自同个个体的强度是相等的。